# Bige Önal
Bige Önal (Istambul, Turquia, 1 de fevereiro de 1990) é uma atriz turca, que ganhou fama mundialmente em 2020 com os papeis de Selin Atakan em Sen Çal Kapımı e Hayrünnisa na série da Netflix, Bir Başkadır/Ethos.

## Biografia
Seu pai, Erhan Önal, foi um ex-jogador de futebol, que jogou no Bayern de Munique e no Galatasaray, sendo o primeiro imigrante turco a jogar a Bundesliga. Sua mãe, Mine Baysan, é uma ex-modelo. Seus pais se divorciaram quando ela tinha 9 anos. É meia-irmã por parte de pai do ex jogador de futebol e atual treinador, Patrick Mölzl.
Depois de se formar na Saint-Benoît French High School, ela se matriculou na Universidade Bilgi de Istambul e terminou seus estudos lá. Bige namora desde 2015 o ator Aras Bulut İynemli.

## Carreira
Seu primeiro papel creditado foi na série, Elde Var Hayat do canal TRT 1, em 2010, no qual interpretou a personagem de Yeliz.  Ela foi então escalada para Benim Adım Gültepe, no papel de Nazli, ao lado de Ayça Bingöl, Mete Horozoğlu, İlker Kızmaz e Ekin Koç. Sua interpretação do personagem Nazli serviu como um marco em sua carreira. Na série "Ethos" da Netflix, em 2020 ("Bir Başkadır" em turco), Önal interpreta Hayrünnisa, uma personagem que ama seus pais tradicionais, mas que também busca deixar sua aldeia para conseguir uma educação universitária, gosta música "estrangeira", e tem um relacionamento com outra mulher.

## Filmografia

### Televisão
| Ano          | Título                  | Função       | Notas          |
| ------------ | ----------------------- | ------------ | -------------- |
| 2007         | Kısmetim Otel           | Gizem        |                |
| 2010         | Elde Var Hayat          | Yeliz        |                |
| 2010         | Halil İbrahim Sofrası   | Didem        |                |
| 2011–2012    | Muhteşem Yüzyıl         | Rita         |                |
| 2014         | Yasak                   | Justine      |                |
| 2014         | Benim Adım Gültepe      | Nazli        |                |
| 2015         | Maral: En Güzel Hikayem | Alara Görkem |                |
| 2016         | Göç Zamani              | Didem        |                |
| 2017         | Bodrum Masalı           | Lal          |                |
| 2018         | Tehlikeli Karım         | Seda Çelik   |                |
| 2018         | Bozkır                  | Tülay        |                |
| 2020         | Hakan: Muhafız          | Berrin       | Temporadas 3-4 |
| 2020 / 2021- | Sen Çal Kapımı          | Selin Atakan |                |
| 2020         | Ethos                   | Hayrünnisa   |                |

### Cinema
| Ano  | Título              | Função        | Notas              |
| ---- | ------------------- | ------------- | ------------------ |
| 2017 | Olanlar Oldu        | Gizem         | Papel de apoio     |
| 2017 | Martıların Efendisi | Rüya / Birgül | Papel de Principal |

## Ligações Externas
- Bige Önal. no IMDb.
- Bige Önal no Instagram